# Bukovščica
Bukovščica je naselje v Občini Škofja Loka in istoimenski potok, levi pritok Selške Sore, ki teče skozenj,